# 流通経済大学ラグビー部
流通経済大学ラグビー部（りゅうつうけいざいだいがくラグビーぶ / Ryutsu Keizai Univ. Rugby Football Club）は、関東大学ラグビーリーグ戦グループ1部に所属する流通経済大学のラグビー部。

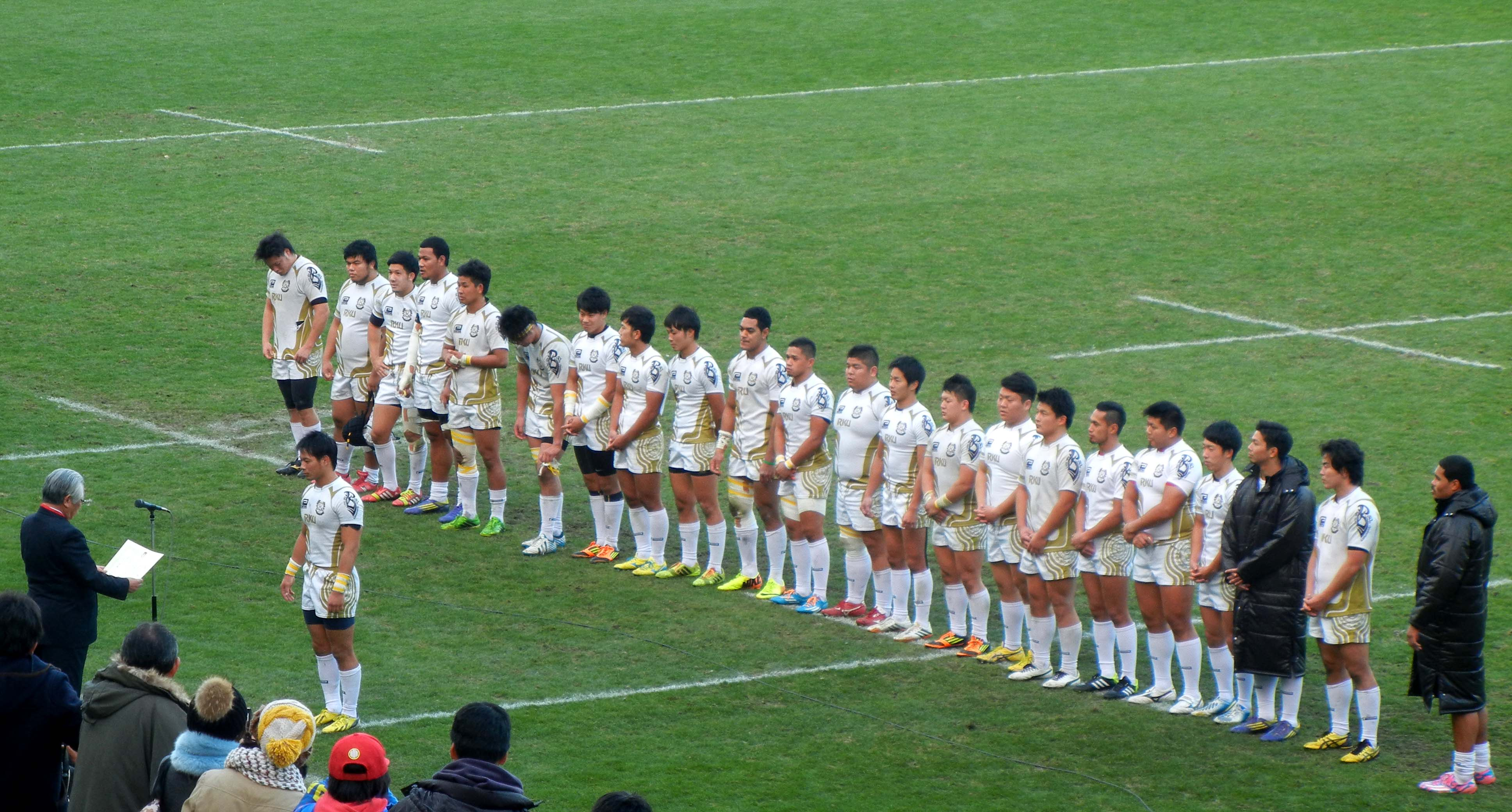
関東大学ラグビーリーグ戦で3度目の優勝を果たし、表彰を受ける流通経済大学の選手たち。（2014年11月・中央大学戦・秩父宮ラグビー場）

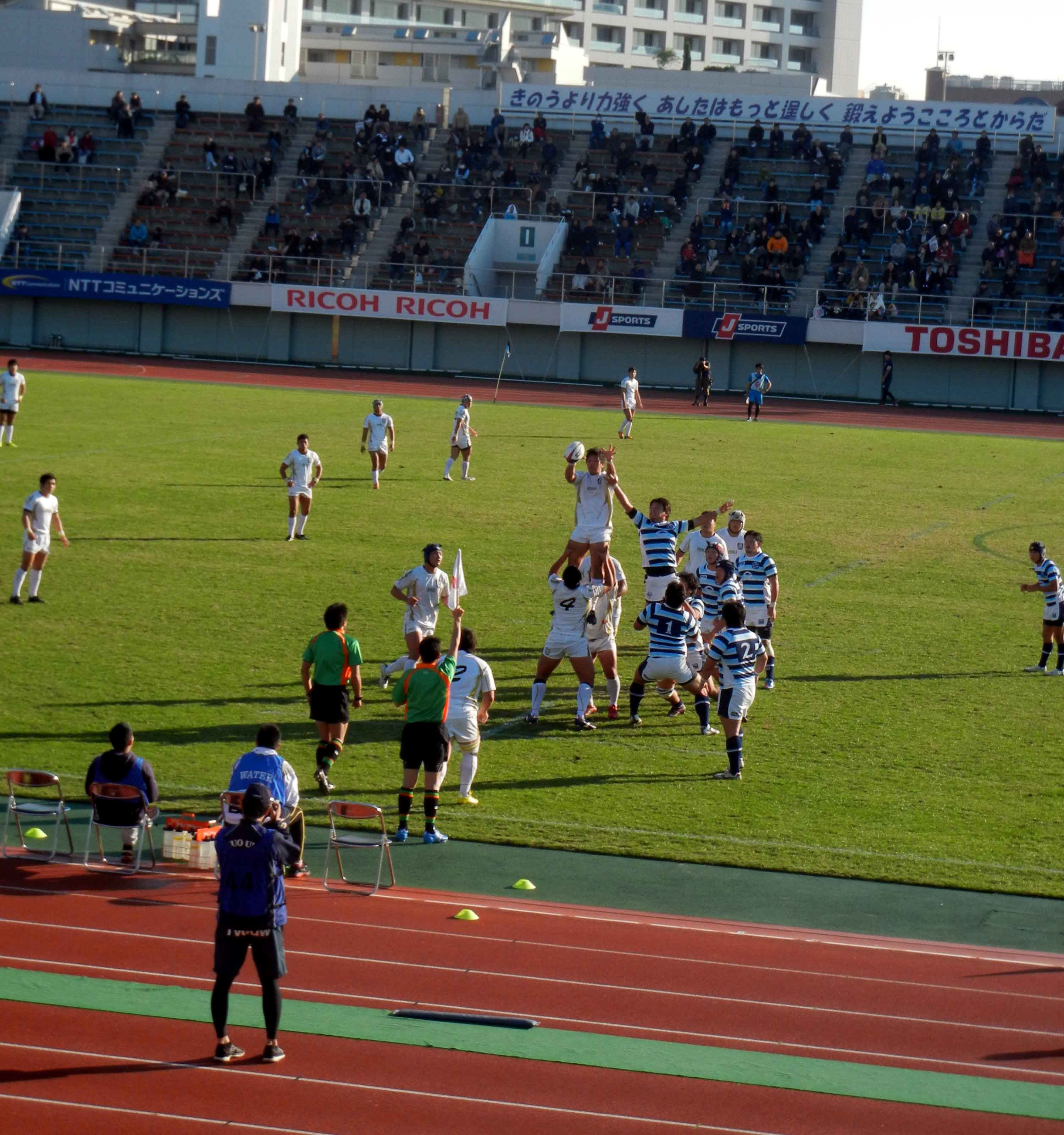
全勝対決を制し、関東大学ラグビーリーグ戦で2度目の優勝を決めた中央大学戦（2013年11月・江戸川区陸上競技場）

## タイトル
- 関東大学ラグビーリーグ戦 : 3回
2011, 2013, 2014
- 全国大学ラグビーフットボール選手権大会 : 0回（出場23回）
最高ベスト8
- 全国地区対抗大学ラグビーフットボール大会 : 1回
1992
- YC&AC JAPAN SEVENS ： 3回

2013, 2014, 2015
※年は全て年度。

## 戦績
近年のチームの戦績は以下のとおり。
| 年度 | 所属 | 順位 | 大学選手権                         |
| ---- | ---- | ---- | ---------------------------------- |
| 2005 | 1部  | 5位  | 1回戦 37-54 同志社大学             |
| 2006 | 1部  | 5位  | 1回戦 17-28 大阪体育大学           |
| 2007 | 1部  | 7位  | ※入替戦 37-12 埼玉工業大学 1部残留 |
| 2008 | 1部  | 5位  | 1回戦 8-31 同志社大学              |
| 2009 | 1部  | 4位  | 1回戦 22-51 法政大学               |
| 2010 | 1部  | 2位  | 2回戦 7-60 明治大学                |
| 2011 | 1部  | 1位  | 1回戦 24-39 慶應義塾大学           |
| 2012 | 1部  | 2位  | セカンドステージ敗退               |
| 2013 | 1部  | 1位  | セカンドステージ敗退               |
| 2014 | 1部  | 1位  | セカンドステージ敗退               |
| 2015 | 1部  | 2位  | セカンドステージ敗退               |
| 2016 | 1部  | 2位  | 3回戦 31-31 慶應義塾大学           |
| 2017 | 1部  | 3位  | 準々決勝 19-68 帝京大学            |
| 2018 | 1部  | 3位  | 準々決勝 0-45 帝京大学             |
| 2019 | 1部  | 3位  | 準々決勝 28-58 天理大学            |
| 2020 | 1部  | 2位  | 準々決勝 17-78 天理大学            |
| 2021 | 1部  | 5位  |                                    |
| 2022 | 1部  | 2位  | 3回戦 5-45 慶應義塾大学            |
| 2023 | 1部  | 2位  | 3回戦 27-33 筑波大学               |
| 2024 | 1部  | 4位  |                                    |

## 在籍した選手
【現役の選手】
- 相紘二(リコーブラックラムズ/大東大一高出身)
- 足立匠(NECグリーンロケッツ/岐阜工業)出身
- 池田渉（NTT→クラブ・ドラゴンズ→三洋電機ワイルドナイツ→リコーブラックラムズ / 宮城水産高出身）
- 今村光希(九州電力キューデンヴォルテクス→栗田工業ウォーターガッシュ/熊本工業出身)
- 井部啓(ヤクルトレビンズ/農大二高出身)
- 植村健太郎(日野自動車レッドドルフィンズ/目黒学院高)出身
- 内田雄樹(北海道バーバリアンズ/流経大柏高出身)
- 大西樹(パナソニック ワイルドナイツ/旭川工業高)出身
- 小澤大(トヨタ自動車ヴェルブリッツ/岐阜工業)出身
- 小野寺優太(NECグリーンロケッツ/磯原高出身)
- 笠原雄太(ヤマハ発動機ジュビロ→日野レッドドルフィンズ/七飯高出身)
- 勝俣啓太 - ウェイバックマシン（2015年2月18日アーカイブ分） （日本IBMビッグブルー/吉田高出身）
- 粥塚諒(神戸製鋼コベルコスティーラーズ/流経大柏高出身)
- 川崎仁久(豊田自動織機シャトルズ/農大二高出身)
- 川島秀和(ブルーシャークス/流経大柏高出身)
- 川西智治(トヨタ自動車ヴェルブリッツ/流経大柏高出身)
- 河村亮淳(セコムラガッツ/常翔学園高出身)
- 加藤英勲 （横河武蔵野アトラスターズ / 伏見工高出身）
- 君嶋祐太-(北海道バーバリアンズ/札幌山の手出身)
- 木村友憲(NECグリーンロケッツ/流経大柏高出身)
- 金城憲人(栗田工業ウォーターガッシュ/石川高校出身)
- 黒木大貴(日野レッドドルフィンズ/日向高出身)
- 児玉大輔(九州電力キューデンヴォルテクス/日向高)出身
- 児玉智繁(三菱重工相模原ダイナボアーズ/秋田工業出身)
- 古宮章智(LION FANGS/流経大柏高出身)
- 小浜和己(リコーブラックラムズ/流経大柏高出身)
- 佐藤幸明 （横河武蔵野アトラスターズ / 秋田工高出身）
- シオネ・テアウパ(クボタスピアーズ/トゥポウカレッジ出身)
- 鹿田翔平(サムスン重工ラグビー部→三菱重工相模原ダイナボアーズ→クボタスピアーズ/尾道高出身)
- 柴崎竜也(ブルーシャークス/行田工業出身)
- ジョージ・リサレ(NECグリーンロケッツ/マナカレッジ出身)
- ジョセファ・リリダム(NTTドコモレッドハリケーンズ/ラトゥナブラカレッジ出身)
- 白幡友也(秋田ノーザンブレッツ/秋田中央出身)
- 鈴木敬弘(神戸製鋼コベルコスティーラーズ/流経大柏高出身)
- 鈴木直道(明治安田生命ホーリーズ/日大藤沢出身)
- 積賢佑（クボタスピアーズ / 熊本西高出身）
- タウムア・ナエアタ(神戸製鋼コベルコスティーラーズ/トンガカレッジ)出身
- 高森一輝(クボタスピアーズ/流経大柏高出身)
- 辻直幸(近鉄ライナーズ/流経大柏高出身)
- 鶴岡怜志(宗像サニックスブルース/志学館等出身)
- 東郷太朗丸(日野レッドドルフィンズ/常総学院高出身)
- 友利玲臣(リコーブラックラムズ→福岡サニックスブルース/コザ高校出身)
- 中井高志 （セコムラガッツ / 中標津高出身）
- 西川匠（セコムラガッツ / 函館北高出身）
- 中島イシレリ（NECグリーンロケッツ→神戸製鋼コベルコスティーラーズ / リアホナ高出身）
- 中嶋大希(NECグリーンロケッツ/深谷高)出身
- 長野正和(ヤマハ発動機ジュビロ→日野自動車レッドドルフィンズ/日大高出身)
- 西川中(コカ・コーラレッドスパークス/高鍋高出身)
- 沼尻好司(ライオンファングス/流経大柏高出身)
- 長谷川真人(豊田自動織機シャトルズ/遠軽高)出身
- 萩澤正太(サントリーサンゴリアス→クボタスピアーズ/函館工業出身)
- 八文字雅和(コカ・コーラレッドスパークス/高鍋高出身)
- 古村健太郎(豊田自動織機シャトルズ/流経大柏高出身)
- 堀籠道也 - ウェイバックマシン（2015年4月12日アーカイブ分）(セコムラガッツ→船岡自衛隊ワイルドボアーズ/宮城工業高等専門学校出身)
- 夏目賢（日本IBMビッグブルー/流経大柏高出身）
- 藤田大吾 （セコムラガッツ / 伏見工高出身）
- 福井浩司(釜石シーウェイブスRFC/流経大柏高出身)
- 堀卓馬(NECグリーンロケッツ→セコムラガッツ/若狭東高出身)
- 松波智也(中部電力ラグビー部/西陵高出身)
- 松本聰(高知C.O.クラブ - ウェイバックマシン（2016年3月4日アーカイブ分）)
- 森大二郎 （横河武蔵野アトラスターズ / 保善高出身）
- 森山裕樹(釜石シーウェイブス→日本製鉄八幡ラグビー部 /崇徳高出身)
- 森洋三郎(栗田工業ウォーターガッシュ/流経大柏高出身)
- 屋宜ベンジャミンレイ(ヤマハ発動機ジュビロ→宗像サニックスブルース/石川高校出身)
- 矢次啓佑(近鉄ライナーズ/萩商工高出身)
- 山崎基生（神戸製鋼コベルコスティーラーズ/流経大柏高出身）
- 山田和寛(常総クラブ(茨城県社会人リーグ))/相洋高出身)
- 山下哲也(ライオンファングス/流経大柏高出身)
- 山根皓太(日野レッドドルフィンズ/流経大柏高出身)
- 湯原祐希（東芝ブレイブルーパス / 流経大柏高出身）
- 吉田伸介（豊田自動織機シャトルズ / 長崎水産高出身）

【監督・コーチ・チームスタッフ】
- 戸井田幸佑(倉吉北高等学校ラグビー部監督)
- 伊藤武(山梨学院大学ラグビー部ヘッドコーチ)
- 伊藤徹(栗田工業ラグビー部コーチ)
- 栗原喬(クボタスピアーズテクニカルコーチ)
- 横山洋人(NECグリーンロケッツ総務・採用担当)
- 池野暢晃(福井県立若狭東高等学校ラグビー部コーチ)
- 水田亮介(流経大柏高ラグビー部顧問)

【引退した選手】
- アンダーソン・ネーサン（神戸製鋼コベルコスティーラーズ→クボタスピアーズ/仙台育英出身）
- 伊勢田彬人（元・サントリーサンゴリアス/流経大柏高出身）
- 大石嶺 （元・神戸製鋼コベルコスティーラーズ/流経大柏高出身）
- 神白拓（日本IBMビッグブルー→キヤノンイーグルス / 草加高出身）
- 鈴木学（セコムラガッツ→東芝ブレイブルーパス / 金足農業高出身）
- ニールソン武蓮伝(元・NECグリーンロケッツ→コカ・コーラウエストレッドスパークス→釜石シーウェイブス/仙台育英出身)
- 徳永伸太郎（元・日本IBMビッグブルー / 巻高出身）
- 森谷恒亮(トヨタ自動車ヴェルブリッツ/流経大柏高出身）

【ラグビー選手以外の出身者】
- 三嶋隆夫(パティシエ,ダックワーズ考案者/修猷館出身,現・流通経済大学ラグビー部OB会長)
- 酒井慎吾(カービュー執行役員/大分県立竹田高等学校出身)
- 久保裕史(北の起業広場協同組合 専務理事(帯広のフードテーマパーク・北の屋台 運営))
- 瀬川光蔵(前・日通トランスポート社長,元・日本通運取締役常務執行役員)
- 四十井功(前・日通商事 取締役常務執行役員,元・日本通運小田原支店長)
- 森昭彦-日本プラスト株式会社 取締役

## 所在地
- 茨城県龍ケ崎市平畑120